# Tursunzoda
Tursunzoda (tadzjikiska: Турсунзода; ryska: Турсунзаде, Tursunzade) är en stad i västra Tadzjikistan känd för sitt aluminiumsmältverk Talko (TadAZ). Staden ligger 60 kilometer väst om Dusjanbe, nära gränsen mot Uzbekistan. Staden passeras av flera floder, åt väster Sjirkent och Karatag och åt öster Kofarnihon. År 1989 hade staden 40 600 invånare, år 2000 39 000 och år 2006 37 000. Enligt den senaste räkningen (år 2011) hade staden 30 400 invånare. 
Staden har två TV-stationer, TV Regar och TV TadAZ, två tidningar, Aluminij Todzjikiston och Regar samt en radiostation. I staden ligger Metallurgstadion som är hemmastadion åt en av landets mest framgångsrika fotbollsklubbar, Regar-TadAZ Tursunzoda.

## Historia
Tursunzoda grundades som byn Regar (som betyder "en stad av sand") år 1954. År 1978 döptes staden samt hela distriktet om efter den tadzjikiska poeten Mirzo Tursunzoda. Dess järnvägsstation heter dock fortfarande Regar. Staden utvecklades från en liten by till ett regionalt center för agrikultur i den västra delen av Gissardalen. Frukter, framförallt Grapefrukt, grönsaker och bomull odlas i distriktet. Tack vare god bevattning från de närliggande floderna är Tursunzodadistriktet även ett stort risodlingsdistrikt som producerar 1 400 ton, eller 13 % av Tadzjikistans ris (år 2006). På 1960-talet gav den närliggande dammen Nureks vattenkraftsstation vid Vachsjfloden staden lukrativ för industri och utöver aluminiumsmältverket finns även porslins-, tegel-, kabel- och bomullsfabriker.

## Aluminiumfabriken
Tadzjikistans aluminiumsmältverk i Tursunzoda är det största i hela Centralasien och möjligen i hela världen samt Tadzjikistans viktigaste industriella tillgång. Landet har ingen egen tillgång till aluminiummalm varav råmaterialet måste importeras. Konstruktionen av verket inleddes år 1972 och det första aluminiumet tillverkades i verket den 31 mars 1975. Verket motsvarar 40 % av landets energiförbrukning och en studie från år 2002 fann verket skyldigt för anmärkningsvärda vattenföroreningar i regionen.

### Fotnoter
1. ↑  Agriculture in Tajikistan, statistisk årsbok, Dusjanbe, 2007, s. 87.